# Uskoplje (Ravno, BiH)
Uskoplje je naseljeno mjesto u općini Ravno, Federacija Bosne i Hercegovine, BiH.

## Povijest
Do potpisivanja Daytonskog mirovnog sporazuma bilo je u sastavu tadašnje općine Trebinje koja je ušla u sastav Republike Srpske.

## Stanovništvo

### 1991.
Nacionalni sastav stanovništva 1991. godine, bio je sljedeći:
ukupno: 25
- Srbi - 25 (100 %)

### 2013.
Nacionalni sastav stanovništva 2013. godine, bio je sljedeći:
ukupno: 169
- Hrvati - 88 (52,07 %)
- Srbi - 74 (43,79 %)
- Bošnjaci - 7 (4,14 %)

## Zanimljivosti
U Uskoplju se nalazila jedna od postaja na željezničkoj pruzi Gabela – Zelenika. Postojala je stanična zgrada katnica sa službenim prostorijama i restoranom u prizemlju te stanovima na katu, robno skladište te sedam kolosijeka. Nakon ukidanja Zeleničke pruge 1968. postaje prolazna stanica za Dubrovnik s tri kolosijeka.

## Vanjske poveznice
- Satelitska snimka  Arhivirana inačica izvorne stranice od 30. rujna 2007. (Wayback Machine)